# Liste der Kreisstraßen im Landkreis Biberach
Diese Liste enthält die Kreisstraßen im baden-württembergischen Landkreis Biberach.

## Abkürzungen
- K: Kreisstraße
- L: Landesstraße

## Liste
Die Kreisstraßen behalten die ihnen zugewiesene Nummer nicht bei einem Wechsel in einen anderen Stadt- oder Landkreis. Nicht vorhandene bzw. nicht nachgewiesene Kreisstraßen sind kursiv gekennzeichnet, ebenso Straßen und Straßenabschnitte, die unabhängig vom Grund (Herabstufung zu einer Gemeindestraße oder Höherstufung) keine Kreisstraßen mehr sind.
Der Straßenverlauf wird in der Regel von Nord nach Süd und von West nach Ost angegeben.
| Nr.     | Verlauf |
| ------- | --- |
| K 7500  | K 7555 in Mittelbiberach – L 283 in Mittelbiberach-Reute – Biberach an der Riß-Rindenmoos – Biberach an der Riß-Rißegg – in Biberach an der Riß |
| K 7502  | K 7563 in Biberach an der Riß-Rißegg – L 307 in Ummendorf – Ummendorf-Häusern – in Biberach an der Riß-Ringschnait |
| K 7503  | L 280 in Biberach an der Riß-Birkendorf – Biberach an der Riß-Bergerhausen – K 7504 in Biberach an der Riß-Winterreute – K 7504 in Biberach an der Riß-Schlottertal - in Biberach an der Riß-Ringschnait |
| K 7504  | K 7527 – K 7507 in Maselheim-Äpfingen – L 266 in Maselheim-Äpfingen – Maselheim-Untere Ziegelhütte - L 280 in Maselheim-Laupertshausen – K 7505 in Maselheim-Ellmannsweiler – K 7503 in Biberach an der Riß-Winterreute – K 7503 in Biberach an der Riß-Schlottertal - |
| K 7505  | L 280 in Biberach an der Riß-Mettenberg – K 7504 in Maselheim-Ellmannsweiler – Maselheim-Zum Stein - K 7527 |
| K 7506  | L 266/L 280 in Maselheim-Heggbach – Gutenzell-Hürbel-Zillishausen – Gutenzell-Hürbel-Sägmühle - L 265 in Gutenzell-Hürbel-Hürbel – K 7508 in Gutenzell-Hürbel-Hürbel – Gutenzell-Hürbel-Dissenhausen – K 7580 in Gutenzell-Hürbel-Gutenzell – K 7580 in Gutenzell-Hürbel-Hardtacker - Gutenzell-Hürbel-Hartacker - Kirchberg an der Iller-Ziegelhof - L 260/L 264 in Kirchberg an der Iller |
| K 7507  | /L 265 in Laupheim – Laupheim-Baustetten – K 7515 in Mietingen-Baltringen – K 7527 in Mietingen-Baltringen – K 7504 in Maselheim-Äpfingen – L 266 in Maselheim-Äpfingen |
| K 7508  | K 7506 in Gutenzell-Hürbel-Hürbel – L 265 in Ochsenhausen-Reinstetten |
| K 7509  | L 265 in Ochsenhausen-Reinstetten – K 7510 in Ochsenhausen-Eichen – K 7511 in Ochsenhausen-Laubach |
| K 7510  | K 7580 in Gutenzell-Hürbel-Gutenzell – K 7509 in Ochsenhausen-Eichen – Ochsenhausen-Talhof - L 265 in Ochsenhausen |
| K 7511  | K 7580 in Erolzheim-Edelbeuren – K 7509 in Ochsenhausen-Laubach – /L 301 in Erlenmoos |
| K 7513  | (K 7418 im Alb-Donau-Kreis) – Kreisgrenze – K 7515 in Schwendi-Grubach – L 1268 in Schwendi-Hörenhausen – L 1268 in Schwendi-Sießen im Wald – L 280 in Wain |
| K 7514  | K 7515 – Schwendi-Kleinschafhausen – L 259 in Schwendi-Großschafhausen – L 280 in Wain – K 7513 – Kreisgrenze – (K 7419 im Alb-Donau-Kreis) |
| K 7515  | K 7507 in Mietingen-Baltringen – L 265 in Mietingen – K 7516 in Mietingen-Walpertshofen – K 7517 in Schwendi-Bußmannshausen – K 7514 – L 259 in Schwendi-Orsenhausen – L 1268 – K 7513 in Schwendi-Grubach |
| K 7516  | K 7582 in Laupheim – Burgrieden-Bühl - Laupheim-Harthöfe – K 7515 in Mietingen-Walpertshofen |
| K 7517  | K 7518 in Laupheim – K 7582 in Burgrieden-Bühl – Burgrieden-Leimgrube - K 7515 in Schwendi-Bußmannshausen |
| K 7518  | K 7582 in Laupheim - K 7516 in Laupheim – K 7517 in Laupheim – Burgrieden-Hochstetten - Burgrieden-Bürghöfe - L 263 in Burgrieden |
| K 7519  | L 265 in Laupheim – K 7595 in Laupheim – Achstetten-Bronnen – L 263 – K 7520 in Achstetten-Oberholzheim |
| K 7520  | L 261 in Achstetten-Oberholzheim – K 7519 in Achstetten-Oberholzheim – Laupheim-Bihlafingen – Kreisgrenze – (K 7365 im Alb-Donau-Kreis) |
| K 7521  | K 7522 in Achstetten-Stetten – Kreisgrenze – (K 7370 im Alb-Donau-Kreis) |
| K 7522  | (K 7374 im Alb-Donau-Kreis) – Kreisgrenze – K 7521 in Achstetten-Stetten – K 7523/L 261/L 265 in Achstetten-Unterholzheim |
| K 7523  | (K 7412 im Alb-Donau-Kreis) – Kreisgrenze – Achstetten-Einöde - Achstetten – L 261/L 265 in Achstetten-Unterholzheim |
| K 7524  | (K 7373 im Alb-Donau-Kreis) – Kreisgrenze – L 257 in Laupheim-Untersulmetingen - … - K 7596 in Schemmerhofen-Schemmerberg - L 266 in Schemmerhofen |
| K 7525  | Schemmerhofen-Ingerkingen – K 7596 in Laupheim-Obersulmetingen |
| K 7526  | (K 7386 im Alb-Donau-Kreis) – Kreisgrenze – K 7585 in Attenweiler-Oggelsbeuren – Attenweiler-Ellighofen – L 273 |
| K 7527  | K 7596 in Schemmerhofen-Schemmerberg – K 7504 – K 7507 in MietingenBaltringen – L 266 in Maselheim-Sulmingen – L 280 in Maselheim – Maselheim-Sägmühle - K 7505 – Ochsenhausen-Sommershausen – L 265 in Ochsenhausen-Reinstetten |
| K 7528  | K 7596 in Schemmerhofen-Altheim – K 7589 in Schemmerhofen - L 266 in Schemmerhofen – in Schemmerhofen |
| K 7529  | K 7555 in Biberach an der Riß-Stafflangen – Biberach an der Riß-Eichen – Ingoldingen-Diephaus – L 283 in Ingoldingen-Muttensweiler – L 284 in Ingoldingen – K 7560 in Ingoldingen-Winterstettenstadt – K 7562 in Ingoldingen-Winterstettenstadt – K 7597 in Eberhardzell-Oberessendorf |
| K 7529a | in Attenweiler-Schammach – L 266 |
| K 7530  | L 266 in Schemmerhofen-Alberweiler – Warthausen-Röhrwangen – Warthausen-Weidenäcker - |
| K 7531  | L 266 in Schemmerhofen-Aßmannshardt – in Warthausen |
| K 7532  | L 273 in Warthausen-Birkenhard – /L 251 in Warthausen |
| K 7532n | – L 273 – L 267 |
| K 7533  | - K 7588 in Unlingen – Unlingen-Möhringen – K 7540 in Unlingen-Dietelhofen – K 7543 in Unlingen-Uigendorf – K 7544 in Uttenweiler-Dietershausen – K 7598 in Uttenweiler-Dieterskirch – Uttenweiler-Falkenhof - Uttenweiler-Sauggart – L 270 – K 7585 in Attenweiler-Rupertshofen – L 266 in Attenweiler – |
| K 7535  | – K 7542 – K 7598 in Uttenweiler – L 270 in Uttenweiler – Uttenweiler-Minderreuti – Alleshausen-Brasenberg – K 7554 in Alleshausen-Grund |
| K 7536  | in Dürmentingen-Hailtingen – K 7539 – K 7537 in Betzenweiler – L 270 in Betzenweiler – K 7554 in Alleshausen-Mühlegrub |
| K 7537  | L 278 in Ertingen – in Ertingen - K 7538 – L 275 in Dürmentingen – K 7539 in Dürmentingen – Betzenweiler-Wolfartsmühle - K 7536 in Betzenweiler |
| K 7538  | in Riedlingen-Neufra – Ertingen-Erisdorf – K 7537 |
| K 7539  | K 7536 – Dürmentingen-Burgau – K 7537 in Dürmentingen |
| K 7540  | (K 7346 im Alb-Donau-Kreis) – Kreisgrenze – K 7533 in Unlingen-Dietelhofen – Uttenweiler-Aderzhofen – K 7542 in Uttenweiler-Offingen – K 7541 – in Dürmentingen-Hailtingen – L 275 in Dürmentingen-Heudorf am Bussen |
| K 7541  | K 7540 – Uttenweiler-Dentingen – |
| K 7542  | K 7540 in Uttenweiler-Offingen – Uttenweiler-Breitwiesen - K 7535 |
| K 7543  | K 7533 in Unlingen-Uigendorf – K 7544 in Uttenweiler-Dobel – K 7598 in Uttenweiler-Oberwachingen – Kreisgrenze – (K 7348 im Alb-Donau-Kreis) |
| K 7544  | K 7543 in Uttenweiler-Dobel – K 7533 in Uttenweiler-Dietershausen – K 7598 in Uttenweiler-Dieterskirch |
| K 7545  | – Riedlingen-Bechingen – Riedlingen-Zell – – Kreisgrenze – (K 7345 im Alb-Donau-Kreis) |
| K 7546  | (K 7337 im Alb-Donau-Kreis) – Kreisgrenze – L 271 in Riedlingen-Zwiefaltendorf |
| K 7547  | (K 6745 im Landkreis Reutlingen) – Kreisgrenze – L 275 in Riedlingen-Pflummern – Langenenslingen-Dreilindenhof - Langenenslingen-Gebhardshof - L 277/L 278 in Langenenslingen-Andelfingen |
| K 7548  | L 275 in Langenenslingen-Friedingen – L 277 in Langenenslingen |
| K 7549  | Langenenslingen-Ohnhülben – Langenenslingen-Unter dem Stock - L 275 in Langenenslingen-Stock |
| K 7550  | (K 8203 im Landkreis Sigmaringen) – Kreisgrenze – L 275 in Langenenslingen-Ittenhausen – Langenenslingen-Bärenwinkel - Langenenslingen-Dürrenwaldstetten – L 275 |
| K 7551  | (K 8202 im Landkreis Sigmaringen) – Kreisgrenze – Langenenslingen-Egelfingen – Langenenslingen-Untereschle - L 415 in Langenenslingen-Billafingen |
| K 7553  | L 277 in Altheim – Altheim-Waldhausen – L 278 in Ertingen-Binzwangen – Kreisgrenze – (K 8261 im Landkreis Sigmaringen) |
| K 7554  | K 7585 in Seekirch – Seekirch-Kreuzried - K 7535 in Alleshausen-Grund – K 7536 in Alleshausen-Mühlegrub – L 270 in Moosburg – Moosburg-Neuhaus – Kanzach-Seelenhof - L 275/L 282 in Kanzach – L 282 in Kanzach - K 7591 in Dürnau – L 280 in Dürnau |
| K 7555  | K 7585 in Tiefenbach – L 280 in Biberach an der Riß-Hofen – K 7529 in Biberach an der Riß-Stafflangen – Mittelbiberach-Horeb - Mittelbiberach-Oberdorf - K 7500 in Mittelbiberach – Mittelbiberach-Schügele - in Biberach an der Riß |
| K 7556  | L 270 in Kappel – L 275 – Bad Buchau-Ottobeurer Hof – K 7586 in Allmannsweiler – L 283 in Bad Schussenried-Reichenbach – K 7557 – K 7558 – L 275 in Bad Schussenried |
| K 7557  | K 7556 – K 7558 in Bad Schussenried-Hopferbach |
| K 7558  | K 7556 – K 7557 in Bad Schussenried-Hopferbach – L 284 in Bad Schussenried-Otterswang |
| K 7559  | L 284 in Bad Schussenried-Otterswang – Bad Schussenried-Schwaigfurter Mühle - L 275 in Bad Schussenried-Laimbach – Kreisgrenze – (K 7944 im Landkreis Ravensburg) |
| K 7560  | K 7529 in Ingoldingen-Winterstettenstadt – Ingoldingen-Stadelhof - K 7597 in Ingoldingen-Winterstettendorf – Kreisgrenze – (K 7943 im Landkreis Ravensburg) |
| K 7562  | K 7529 in Ingoldingen-Winterstettenstadt – L 306 – … – / – K 7564 in Hochdorf – K 7563 in Hochdorf-Schweinhausen – Ummendorf-Kalter Bach - L 307 in Ummendorf |
| K 7563  | in Biberach an der Riß – K 7502 in Biberach an der Riß-Rißegg – / – /L 284 in Hochdorf-Appendorf – K 7562 in Hochdorf-Schweinhausen |
| K 7564  | L 284 in Ingoldingen-Degernau – K 7562 in Hochdorf – Hochdorf-Benzenhaus – Eberhardzell-Heinrichsburg – L 306 in Eberhardzell |
| K 7565  | K 7569 in Eberhardzell-Wäscherhaus – Kreisgrenze – (K 7931 im Landkreis Ravensburg) |
| K 7566  | K 7569 – K 7593 in Eberhardzell-Mühlhausen – Eberhardzell-Peter - Eberhardzell-Huts – K 7573 in Eberhardzell-Ampfelbronn |
| K 7567  | L 306 in Eberhardzell – Eberhardzell-Krummen – Eberhardzell-Ritzenweiler – K 7573 in Eberhardzell-Hummertsried |
| K 7568  | L 307 in Ummendorf-Fischbach – K 7569 in Eberhardzell-Dietenwengen – K 7573 in Eberhardzell-Füramoos - L 306 in Eberhardzell-Füramoos |
| K 7569  | L 265 in Ochsenhausen – Ochsenhausen-Hattenburg – Ochsenhausen-Kordes - K 7570 in Ochsenhausen-Mittelbuch – K 7571 in Ochsenhausen-Mittelbuch – K 7570 in Ochsenhausen-Mittelbuch - Ochsenhausen-Oberbauer - Ochsenhausen-Mezger - K 7568 in Eberhardzell-Dietenwengen – Eberhardzell-Allgaierhof - L 306/L 307 in Eberhardzell – L 306in Eberhardzell – Eberhardzell-Sonnenhof - Eberhardzell-Kappel – Eberhardzell-Metzger - Eberhardzell-Weiherhaus (Mühlhausen) - K 7593 – K 7566 – – K 7565 in Eberhardzell-Wäscherhaus – Eberhardzell-Buch – Kreisgrenze – (K 8033 im Landkreis Ravensburg) |
| K 7570  | L 307 in Ummendorf-Fischbach – K 7569 in Ochsenhausen-Mittelbuch – K 7571 in Ochsenhausen-Mittelbuch - K 7569 in Ochsenhausen-Mittelbuch – Ochsenhausen-Halders - Ochsenhausen-Balthasar - Ochsenhausen-Schuhsimmes - Steinhausen an der Rottum-Thomas - Steinhausen an der Rottum-Küfer - Steinhausen an der Rottum-Wirtschaft - L 265 in Steinhausen an der Rottum-Rottum |
| K 7571  | in Biberach an der Riß-Ringschnait – Ochsenhausen-Neubauer - Ochsenhausen-Benedikt - K 7569 in Ochsenhausen-Mittelbuch |
| K 7572  | L 265 in Steinhausen an der Rottum-Ehrensberg – K 7574 in Steinhausen an der Rottum - K 7573/K 7574 in Steinhausen an der Rottum |
| K 7573  | K 7572/K 7574 in Steinhausen an der Rottum – Steinhausen an der Rottum-Englisweiler – Steinhausen an der Rottum-Speineßenhof - Steinhausen an der Rottum-Ziegleshof - L 265 – Steinhausen an der Rottum-Bellamont - K 7568 in Eberhardzell-Füramoos – L 306 in Eberhardzell-Füramoos – Eberhardzell-Simmers - K 7581 – Kreisgrenze – (K 8031 im Landkreis Ravensburg) – Kreisgrenze – Eberhardzell-Klingenrain – K 7567 in Eberhardzell-Hummertsried – K 7566 in Eberhardzell-Ampfelbronn – in Eberhardzell-Ampfelbronn                                                                           |
| K 7574  | L 302 in Ochsenhausen – Erlenmoos-Oberstetten – K 7572 in Steinhausen an der Rottum - K 7572/K 7573 in Steinhausen an der Rottum – Steinhausen an der Rottum-Schloßberg - Steinhausen an der Rottum-Hirschbronn – Steinhausen an der Rottum-Beckes - Steinhausen an der Rottum-Emishalden - L 300 |
| K 7575  | (K 8032 im Landkreis Ravensburg) – Kreisgrenze – L 265/L 300 in Rot an der Rot-Ellwangen – L 300 in Rot an der Rot-Ellwangen - Rot an der Rot-Umbrecht - Kreisgrenze – (K 7923 im Landkreis Ravensburg) |
| K 7576  | (K 7926 im Landkreis Ravensburg) – Kreisgrenze – Rot an der Rot-Buch - Rot an der Rot-Reuthof – Rot an der Rot-Zollerhof - Rot an der Rot-Maucherhof - Rot an der Rot-Weiher - K 7577 in Rot an der Rot-Haslach – Rot an der Rot-Schachen - Kreisgrenze – (K 7927 im Landkreis Ravensburg) |
| K 7577  | K 7583 – L 260 in Berkheim-Illerbachen – Rot an der Rot-Zell an der Rot – L 300 in Rot an der Rot – Rot an der Rot-Kreuzmühle - Rot an der Rot-Rohrmühle - K 7576 in Rot an der Rot-Haslach – Rot an der Rot-Weiher - Rot an der Rot-Pfeifferhof - Rot an der Rot-Kunenberg - Kreisgrenze – (K 7924 im Landkreis Ravensburg) |
| K 7578  | L 264 – K 7584 in Dettingen an der Iller-Unterdettingen – Dettingen an der Iller - Dettingen an der Iller-Oberdettingen - L 299 in Dettingen an der Iller-Hochegert – K 7580 in Kirchdorf an der Iller – Kirchdorf an der Iller-Unteropfingen – K 7579 in Kirchdorf an der Iller-Oberopfingen – /L 300 in Kirchdorf an der Iller-Oberopfingen |
| K 7579  | L 260 in Berkheim – Berkheim-Landesbreite - Kirchdorf an der Iller-St. Gallus – K 7578 in Kirchdorf an der Iller-Oberopfingen |
| K 7580  | L 280 in Schwendi – Gutenzell-Hürbel-Weitenbühl - Gutenzell-Hürbel-Niedernzell – K 7506 in Gutenzell-Hürbel-Hardtacker - K 7506 in Gutenzell-Hürbel-Gutenzell – K 7510 in Gutenzell-Hürbel-Gutenzell – K 7511 in Erolzheim-Edelbeuren – L 299 in Erolzheim – K 7578 in Kirchdorf an der Iller – Landesgrenze – (MN 14 im Landkreis Unterallgäu, Bayern) |
| K 7581  | K 7573 – Kreisgrenze – (K 7930 im Landkreis Ravensburg) |
| K 7582  | L 265 in Laupheim – K 7518 in Laupheim - K 7516 in Laupheim – K 7517 in Burgrieden-Bühl – L 259/L 263 in Burgrieden-Rot |
| K 7583  | – Berkheim-Grabenmühle - Berkheim-Schelleneigen - L 260 in Berkheim – K 7579 – K 7577 – Kirchdorf an der Iller-Rudeshof - L 300 in Tannheim-Egelsee |
| K 7584  | L 264 in Dettingen an der Iller-Venüsmühle – Dettingen an der Iller - K 7578 in Dettingen an der Iller-Oberdettingen - L 299 in Erolzheim |
| K 7585  | (K 7417 im Alb-Donau-Kreis) – Kreisgrenze – K 7526 in Attenweiler-Oggelsbeuren – K 7533 in Attenweiler-Rupertshofen – in Uttenweiler-Ahlen – Uttenweiler-Steinesch - Seekirch-Kriesenbachwiesen - K 7554 in Seekirch – K 7555 in Tiefenbach – L 280 in Oggelshausen |
| K 7586  | K 7556 in Allmannsweiler – Kreisgrenze – (K 8260 im Landkreis Sigmaringen) |
| K 7587  | L 278 in Ertingen – Ertingen-Schwarzachtal - Kreisgrenze – (K 8258 im Landkreis Sigmaringen) |
| K 7588  | in Riedlingen-Daugendorf – Riedlingen-Fischermühle - in Unlingen-Kernmühle – K 7533 in Unlingen – in Unlingen-Göffingen |
| K 7589  | – K 7596 – Schemmerhofen-Aussiedlerhof - K 7528 in Schemmerhofen |
| K 7590  | L 270 in Uttenweiler-Sauggart – Kreisgrenze – (K 7416 im Alb-Donau-Kreis) |
| K 7591  | (K 8276 im Landkreis Sigmaringen) – Kreisgrenze – K 7554 in Dürnau |
| K 7592  | (jetzt K 7556) K 7586 in Allmannsweiler – K 7556 in Allmannsweiler |
| K 7593  | K 7569 – K 7566 in Eberhardzell-Mühlhausen |
| K 7594  | L 260 – Landesgrenze – (NU 19 im Landkreis Neu-Ulm, Bayern) |
| K 7595  | K 7519 in Laupheim |
| K 7596  | (K 7420 im Alb-Donau-Kreis) – Kreisgrenze – Schemmerhofen-Britschweiler – K 7589 – K 7528 in Schemmerhofen-Altheim – K 7524 in Schemmerhofen-Schemmerberg - K 7527 in Schemmerhofen-Schemmerberg – K 7525 in Laupheim-Obersulmetingen – L 257 in Laupheim-Untersulmetingen |
| K 7597  | L 275 in Bad Schussenried-St. Martin – Bad Schussenried-Olzreute – Ingoldingen-Gensenweiler – Ingoldingen-Hervetsweiler – Ingoldingen-Wattenweiler – K 7560 in Ingoldingen-Winterstettendorf – in Eberhardzell-Oberessendorf |
| K 7598  | (K 7421 im Alb-Donau-Kreis) – Kreisgrenze – K 7543 in Uttenweiler-Oberwachingen – K 7544 in Uttenweiler-Dieterskirch – K 7533 in Uttenweiler-Dieterskirch – K 7535 in Uttenweiler - L 270 in Uttenweiler |